# Военно-учебные заведения
Военно-уче́бные заведе́ния или Военные учебные заведения — учреждения военно-профессиональной подготовки кадров для вооружённых сил.

## История
Достоверных сведений о подобных заведениях у образованных народов древнего мира до настоящего времени не дошло, но их значительные, грамотно организованные и устроенные вооружённые силы (войско, армия, флот, армада) дают основания предполагать, что некое подобие учреждений военного воспитания существовало и тогда. Подготовка офицерских кадров как систематическое явление на постоянной основе в специализированных учреждениях имела место уже в Древнем Риме.
В Средние века воспитание благородного юношества ограничивалось обыкновенно поручением его в звании пажа или щитоносца какому-нибудь знаменитому рыцарю, который обучал его верховой езде и всем видам фехтования; существовали для этого также особые «Рыцарские академии», впервые возникшие в Неаполе и перешедшие оттуда во Францию и Англию. Этого исключительно физического воспитания было достаточно, чтобы потом отличаться на ристалищах, поединках и битвах, решавшихся в то время личною силою, ловкостью и отвагою. Изобретение огнестрельного оружия и происшедшее вследствие того формирование войска из наёмных или вербованных дружин послужило первым поводом к усовершенствованию военного воспитания. Дворяне должны были поступать в новые, регулярные войска; но для получения офицерских должностей требовалось уже гораздо больше подготовки, например, уменье действовать из орудий и мушкетов, оборонять и атаковать укрепление и тому подобное. Так как артиллеристы и инженеры того времени составляли особые цеха, хранившие своё искусство в тайне, то сами правительства принимали на себя заботу о подготовке офицеров.
Уже с начала XV века появились в Итальянских государствах так называемые «школы полководцев», между которыми особенно славилась школа Alberico Barbiano. У венецианцев в начале XVI века были артиллерийские школы; по их примеру Карл V учредил такие же школы в Бургосе и на острове Сицилии. В начале XVII столетия возникли в Германских государствах Германо-римской империи и Дании так называемые рыцарские академии, в которых, кроме верховой езды и гимнастики, преподавались начала математики, черчение, фортификация и артиллерия. Большинство дворян должно было, однако, начинать службу рядовыми и стараться заслужить первый офицерский чин на поле сражения.
Продолжительный мир, наступивший после Тридцатилетней войны, отнял у них эту надежду, и тогда вместо производства за отличия введено было производство по старшинству. Вследствие этого молодые знатные дворяне для выигрыша времени стали определяться на службу в отроческом возрасте под именем кадет (фр. cadet — во Франции младший сын в дворянском семействе); некоторые же из них по особому покровительству получали это звание даже в колыбели. Чтобы избавить молодых людей от службы в строю, в неподходящей для них среде, великий курфюрст учредил в Пруссии в 1653 году кадетскую школу, а при Фридрихе I основан там же первый по времени кадетский корпус (1716). Примеру Пруссии вскоре последовали Саксония и Бавария; в Австрии в 1752 году учреждена Винер-Нейштадтская академия; во Франции артиллерийские школы возникли ещё во 2-й половине XVII века, а в 1760 году устроена в Париже военная школа (фр. école militaire).
Переворот, происшедший в военном искусстве во времена Фридриха Великого и Французской революции, отразился и на существовавших тогда военно-учебных заведениях: программы их стали расширяться, и к изучавшимся до того артиллерии и фортификации из военных предметов прибавилась тактика трёх родов оружия. Одновременно стала ощущаться потребность в лицах с высшим военным образованием. Фридрих Великий учредил для этого Военную академию в Берлине и, кроме того, лично занимался в Потсдаме с особенно способными офицерами. Академия эта существовала до 1810 года. Позднее, продолжением занятий Фридриха стали курсы военных наук, читавшиеся в Берлине способным офицерам и превратившиеся постепенно в «академию для молодых офицеров». Закрытая в 1813 году, она в 1816 году вновь организовалась под названием Allgemeine Kriegsschule, а в 1858 году наименована военной академией. По примеру Пруссии основана академия в Баварии в 1867 году. Во Франции артиллерийская и инженерная школа открыта в Меце в 1802 году, а Аппликационная школа генерального штаба — в Париже в 1818 году. В Австрии высшая военная школа учреждена в 1852 году.

## Военно-учебные заведения в России

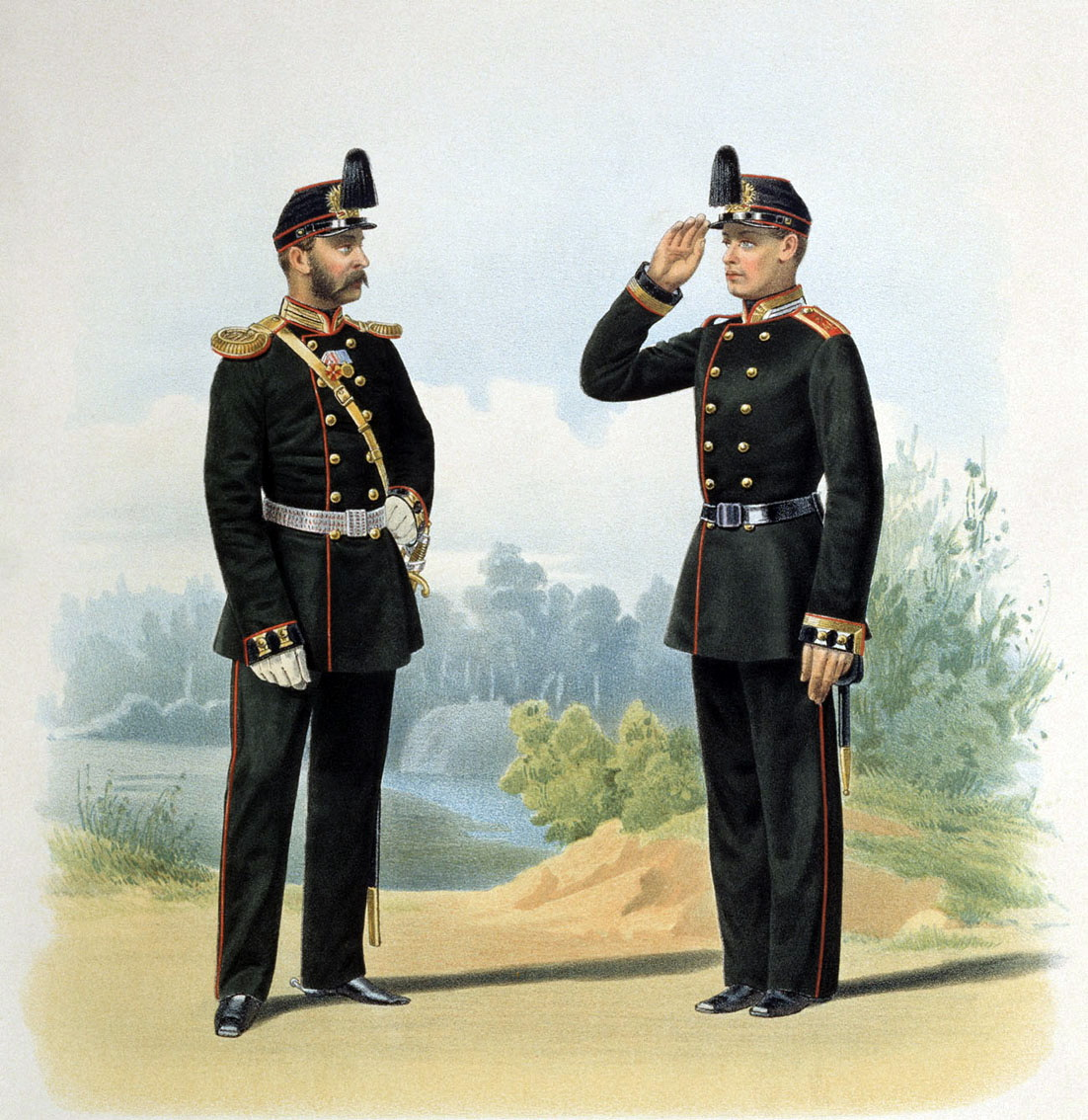
Пиратский К. К. Обер-офицер и юнкер Михайловского артиллерийского училища, 1864 г.

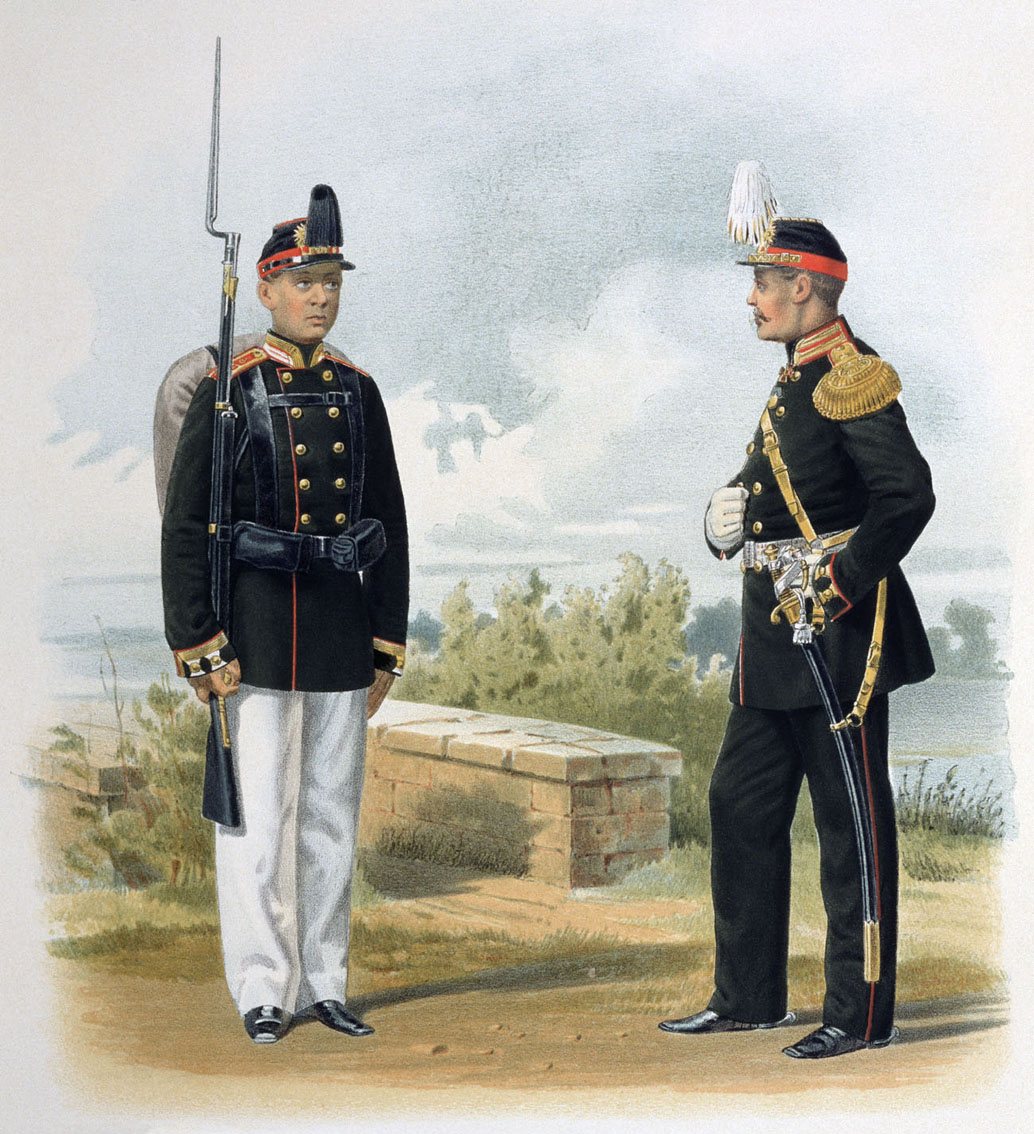
Пиратский К. К. Юнкер и Генерал 1-го Павловского Военного Училища, 1864 г.

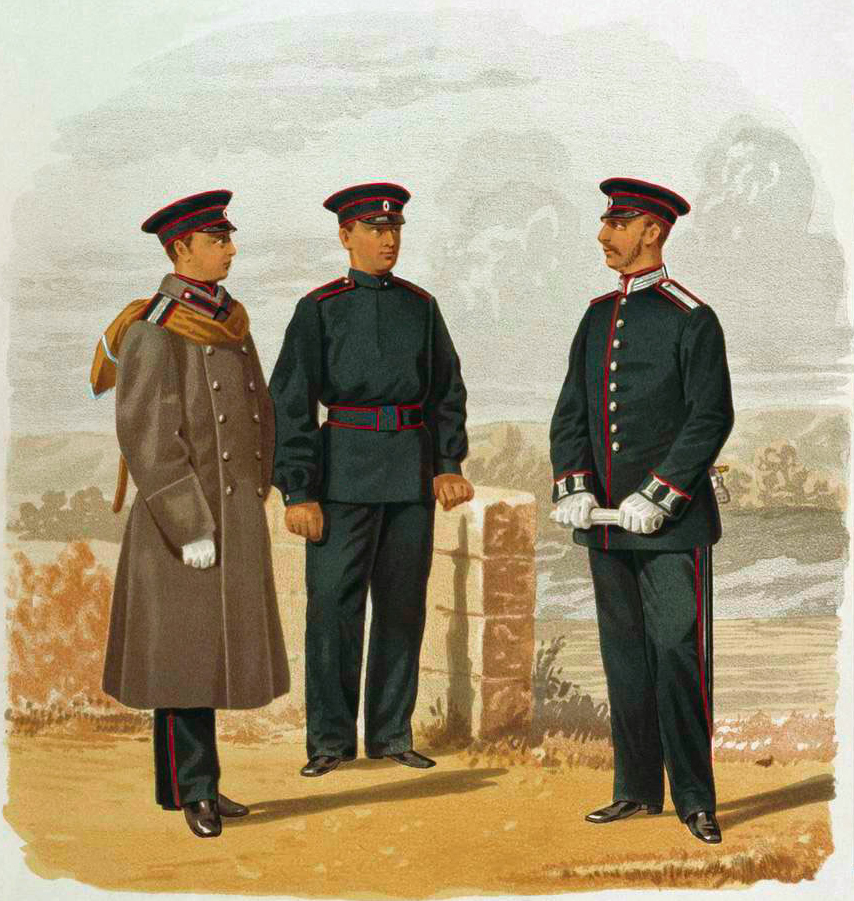
Студенты Военно-Медицинской Академии и воспитанник Военно-Фельдшерской школы, 1881 г.

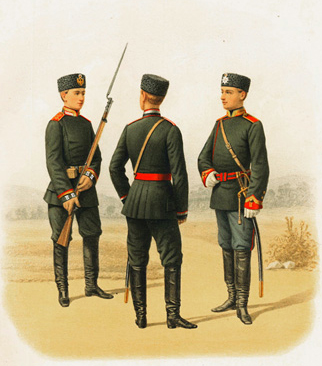
Фельдфебель Николаевского инженерного училища и юнкер Николаевского кавалерийского училища. Юнкер 1-го Павловского военного училища, 1882 г.

В России начало специализированным военно-учебным заведениям положено Петром Великим, который в 1698 году основал в Москве «Школу цифири и землемерия», Пушкарского приказа, затем в 1701 году «Школу математических и навигацких наук» для подготовки молодых людей к службе в артиллерии, инженерах и во флоте. Наконец, в 1712 году была открыта «инженерная школа» на 100—150 воспитанников.
В Санкт-Петербурге в 1715 году была открыта Академия морской гвардии, а в 1719 году учреждены две школы: артиллерийская школа и инженерная,. Указом 1721 года были учреждены гарнизонные школы. В 1732 году, в царствование Анны Иоанновны, трудами Миниха был открыт в Петербурге «корпус кадетов» на 300 человек, который в 1743 году был переименован в Сухопутный кадетский корпус, в 1766 году его размеры были расширены до 800 воспитанников и дано название Императорского корпуса, а в 1800 году — Первый кадетский корпус. На базе Академии морской гвардии в 1752 году по образцу сухопутного был создан Морской кадетский шляхетский корпус на 360 учащихся. Артиллерийская и инженерная школы, соединённые в 1758 году и преобразованные в 1762 году, также были переименованы в артиллерийский и инженерный кадетский корпус, а в 1800 году — во Второй кадетский корпус.
В 1778 году в Шклове было открыто Благородное училище, которое став кадетским корпусом, в начале XIX века было переведено в Гродно, затем в Смоленск, Кострому (1812 г.) и, наконец, в Москву (1824 г.) — с наименованием Первый Московский кадетский корпус.
Император Павел I ещё до восшествия на престол основал в Гатчине в 1795 году военное училище, преобразованное через 3 года в Императорский военно-сиротский дом, а в 1829 году — в Павловский кадетский корпус (в Петербурге). В 1802 году Пажеский корпус был переформирован в элитарное военно-учебное заведение, которое было призвано воспитывать будущих офицеров гвардии. В 1807 году при Втором кадетском корпусе был образован корпус волонтёров сначала из одного батальона, а потом из двух, названный затем Дворянским полком. В 1812 году был учреждён Финляндский топографический корпус в местности Гапаниеми (Куопиосской губернии), переведённый в 1819 году в город Фридрихсгам с преобразованием в Финляндский кадетский корпус. В 1819 году, основанное в 1804 году инженерное училище, было переименовано в Главное инженерное училище, поскольку стало высшим инженерным учебным заведением в результате добавления офицерских классов в 1810 году. В 1820 году основано артиллерийское училище. В 1823 году при гвардейском корпусе учреждена Школа гвардейских подпрапорщиков в составе одной роты, а в 1826 году при ней сформирован эскадрон из юнкеров гвардейской кавалерии.
Кроме того, в разных губерниях постепенно возникали кадетские корпуса, устраиваемые на счёт казны или местного дворянства, а также на пожертвования отдельных лиц (Аракчеева, Бахтина, Неплюева), так что в 1855 году существовало 19 кадетских корпусов 1-го класса и 5 корпусов 2-го класса. Первоклассные корпуса имели 3 курса: приготовительный, общий и специальный; второклассные имели только младшие классы, и воспитанники их для окончания своего образования переводились в корпуса 1-го класса. В 1855 году во всех этих заведениях было до 6700 воспитанников, а средний ежегодный выпуск офицеров составлял около 520 человек.
Собственно военные училища появились в России после поражения в Крымской войне 1853—1856 гг.. Созданной в 1860 году комиссией военного ведомства после длительных споров и обсуждений целого ряда проектов было признано необходимым переустроить военно-учебные заведения с целью повысить общеобразовательные требования и поставить воспитанников старших классов в условия, возможно близкие к военному быту, так чтобы при выпуске в офицеры они были вполне подготовлены ко всем требованиям службы. Для этого специальные классы были отделены от общих с образованием из первых  военных училищ с чисто военной организацией, а из вторых — военных гимназий, общеобразовательных. Затем, ввиду того, что военно-учебные заведения не в состоянии были давать армии всё необходимое ей количество офицеров, учреждены были ещё юнкерские училища, а для подготовки к поступлению в них — военные прогимназии. Кроме того, были устроены специальные школы военного ведомства (Пиротехническая школа, Техническая школа, Оружейная школа, школы топографов, фельдшеров и ветеринарные фельдшеров).
Для объединения всех распоряжений по военно-учебным заведениям и установления однообразного в них направления уже в 1805 году учреждён был особый Совет под председательством цесаревича Константина Павловича. После его смерти (1831) главным начальником пажеского и кадетских корпусов назначен был великий князь Михаил Павлович. В 1842 году было издано «Положение об управлении главного начальника военно-учебных заведений». В 1849 году главным начальником был назначен наследник цесаревич Александр Николаевич. При его воцарении главное управление обращено было в главный штаб Е. И. В. по военно-учебным заведениям, и начальнику штаба присвоены права главного начальника этих заведений. В 1860 году восстановлено звание главного начальника военно-учебных заведений, причём до 1863 года его занимал великий князь Михаил Николаевич. В 1863 году Главное управление военно-учебных заведений было введено в состав Военного министерства.

По части военно-учебной: средства для снабжения армии офицерами увеличились в 1865 г. открытием шести новых юнкерских училищ в дополнение к прежним четырём, а именно: четырёх пехотных — в Киеве, Чугуеве, Одессе и Риге — и двух кавалерийских — в Твери и Елизаветграде— Милютин Д. А., «Воспоминания генерал-фельдмаршала графа Дмитрия Алексеевича Милютина. 1865—1867.» / Под ред. Л.Г. Захаровой. — М., 2005. — С. 188.
К исходу 1881 года был выработан план новых преобразований. Решено было, между прочим: 1) восстановить наименование военных гимназий кадетскими корпусами, так как оно точнее определяет прямое их назначение; 2) сохранив установившийся в этих заведениях общеобразовательный учебный курс и общие основы воспитания, уравнять их в средствах содержания и придать всему строю внутренней их жизни такой характер, который полнее отвечал бы цели учреждения  подготовительных военно-воспитательных заведений; 3) замещать впредь должности воспитателей исключительно военными офицерами и 4) оставив по-прежнему разделение воспитанников на группы по возрастам и классам, присвоить этим группам наименование рот с установлением вновь должности ротных командиров. Военные прогимназии положено упразднить, сохранив из них только две (с переименованием в «военные школы») собственно для воспитания и элементарного образования малолетних, удаляемых из корпусов по малоспособности или по нравственной испорченности.
В 1892 году русские военно-учебные заведения разделялись на: 1) состоящие в ведении особого главного управления и 2) подчинённые другим управлениям. К 1-й группе относятся: а) пажеский Его Императорского В. и финляндский кадетский корпуса с общим и военно-училищным курсами; б) военные училища, пехотные: 1) Павловское, 2) Константиновское, 8) Александровское и кавалерийское Николаевское (при котором в 1890 г. была сформирована особая казачья сотня), в) кадетские корпуса 1-й, 2-й, Александровский, Николаевский (в С.-Петербурге), 1-й, 2-й, 3-й и 4-й Московские, Орловский Бахтина, Петровский Полтавский, Владимирский Киевский, Михайловский Воронежский, Полоцкий, Псковской, Нижегородский графа Аракчеева, Симбирский, Оренбургский Неплюевский, 2-й Оренбургский, Сибирский, Тифлисский, Сумский и Донской; г) две военные школы, в Ярославле и Вольске.
Ко 2-й группе принадлежали: а) 4 академии военных и 1 военно-медицинская (см. Академии военные); также училища: Михайловское артиллерийское и Николаевское инженерное, состоящие в ведении соответствующих главных управлений военного министерства; б) юнкерские училища: 8 пехотных — в Петербурге, Москве, Вильнюсе, Киеве, Казани, Чугуеве, Одессе, Тифлисе, и 2 кавалерийских — в Твери и Елисаветграде; 1 для пеших и конных юнкеров — в Иркутске и 3 казачьих — в Новочеркасске, Ставрополе и Оренбурге. Училища эти состояли в ведении Главного штаба, а казачьи — Главного управления казачьих войск; но по учебной части все юнкерские училища были подчинены Главному управлению Военно-учебных заведений; в) военно-топографическое училище — в ведении Главного штаба; г) специальные школы артиллерийского ведомства: техническая, пиротехническая и 2 оружейные (Тульская и Ижевская) — в ведении Главного артиллерийского управления; д) артиллерийские школы: донская (Новочеркасск) и кубанская (Майкоп) — в ведении главного управления казачьих войск; е) военно-фельдшерские школы в Петербурге, Москве, Киеве, Новочеркасске и Иркутске и 8 фельдшерские школы при оренбургском, Омском и Тифлисском военных госпиталях, а также школы ветеринарных фельдшеров при военных ветеринарных лазаретах в ведении главного медицинского управления; ж) 17 школ солдатских детей войск гвардии (при 8-ми пехотных и 6-ти кавалерийских полках и 3-х стрелковых батальонах) — в ведении гвардейского начальства. Наконец, в 1888 г. были учреждены 2 приготовительные школы в Иркутске и Хабаровске, откуда воспитанники по успешном окончании курса переводятся в сибирский кадетский корпус. Школы эти подчинены местным командующим войсками.
Во время Первой мировой войны были организованы многочисленные школы ускоренной подготовки и переподготовки офицеров и военных специалистов.
В период Гражданской войны многие юнкера и кадеты участвовали в борьбе на стороне Белых армий. Можно привести в пример гибель в Таганроге 3-й Киевской школы прапорщиков в январе 1918 года.
Вскоре после победы Октябрьской революции для защиты Советского государства стала создаваться массовая регулярная армия. Ещё в годы Гражданской войны и военной интервенции 1918—1920 была организована сеть высших и средних Военно-учебных заведений (военные академии, военные школы) и различных курсов, которые осуществляли подготовку командных кадров для армии и флота. В их числе были и Полтавские пехотные курсы (14-я Полтавская пехотная школа).
В Российской Федерации — России в систему военно-учебных заведений входят военные академии, высшие военные училища, военные кафедры при вузах, военные институты, учебные военные центры при некоторых гражданских вузах (медицинских, финансовых), курсы переподготовки и усовершенствования офицерского состава, кадетские училища и корпуса, суворовские и нахимовское училища.

## Виды
- Военное образование в России
- учебная (запасная) часть
- школа
- курсы (классы)
- училище (институт, факультет военного обучения, военная кафедра)
- академия

## Типы
- начальное (низшее)
- среднее
- высшее